# Louis Luçon
Louis-Henri-Joseph Luçon (Maulévrier, 28 de outubro de 1842 -  Reims, 28 de maio de 1930) foi um cardeal da Igreja Católica Romana e Arcebispo de Reims .
Louis Henri Joseph Luçon nasceu em Maulévrier . Ele foi educado no Seminário de Angers, onde obteve doutorado em teologia e direito canônico .

## Sacerdócio
Ele foi ordenado em 23 de dezembro de 1865 em Angers . Depois de sua ordenação, ele serviu como vigário na paróquia de Saint-Lambert, Angers e foi capelão da igreja de San Luigi dei Francesi em Roma de 1873 até 1875. Ele foi então transferido para o trabalho pastoral na diocese de Angers de 1875 até 1887

## Episcopado
Ele foi nomeado Bispo de Belley em 25 de novembro de 1887 pelo Papa Leão XIII . Ele serviu em Belley até ser promovido à sede metropolitana de Reims em 21 de fevereiro de 1906.
Em 1914, durante seu episcopado, a Catedral de Reims foi destruída quando atingida por 288 granadas nos primeiros três meses da 1ª Guerra Mundial . 

## Cardinalizado
Foi criado Cardeal-Sacerdote de S. Maria Nuova pelo Papa Pio X no consistório de 16 de dezembro de 1907. Como cardeal eleitor, participou dos conclaves de 1914 que elegeram o Papa Bento XV e de 1922 que elegeram o Papa Pio XI . Durante a Primeira Guerra Mundial, ele simbolizou as vítimas do ataque alemão quando, apesar da destruição de sua catedral, ele permaneceu em Reims até abril de 1918. Ele morreu em 1930.